# Operação Fox Hunt
Operação Fox Hunt (em chinês:  猎狐专项行动) é uma operação global secreta chinesa cujo objetivo é o combate à corrupção sob a administração do secretário-geral do Partido Comunista Chinês, Xi Jinping. Isso levou à prisão de mais de 40 de seus 100 mais procurados em todo o mundo.    O programa foi acusado de visar dissidentes chineses que vivem no exterior para interromper seu ativismo sob o pretexto de devolver cidadãos chineses corruptos à China para enfrentar acusações criminais.    

## História
A Operação Fox Hunt foi lançada em junho de 2014. Ao longo de seis meses durante 2015, a Operação Fox Hunt repatriou 680 pessoas para a China. 
Em 2015, a Operação Fox Hunt obteve seu primeiro grande sucesso na Europa com a prisão e extradição de uma mulher de sobrenome Zhang, da Itália. Foi a primeira vez que um país europeu extraditou alguém para a China por acusações de crimes financeiros. 
Oo Serviço Canadense de Inteligência de Segurança (CSIS) reconheceu publicamente ao The Globe and Mail que a China está usando ameaças e intimidação contra membros da comunidade chinesa do Canadá que são semelhantes às táticas usadas na Operação Fox Hunt. O CSIS disse que “essas táticas também podem ser usadas como cobertura para silenciar dissidentes, pressionar oponentes políticos e incutir um medo geral do poder do Estado, não importa onde a pessoa esteja localizada”. 

### Operação Skynet
Anunciada em 2015, a operação Skynet é um programa paralelo e simultâneo projetado para aumentar a operação Fox Hunt, restringindo os fluxos financeiros de pessoas que fugiram para o exterior e se engajando na recuperação de lucros corruptos. O jornal South China Morning Post relata que o programa "irá mais longe" do que as caçadas anteriores por meio da coordenação de várias agências governamentais para interromper a exfiltração de ativos estatais e corruptos no exterior. 

## Resposta dos EUA
Em 2015, o governo Obama protestou contra o uso de agentes de inteligência disfarçados como parte da Operação Fox Hunt. Em 2020, o direto do Federal Bureau of Investigation (FBI), Christopher Wray, fez um discurso no Hudson Institute em Nova York, onde falou longamente sobre a Fox Hunt e disse que o objetivo da Fox Hunt é repressão política, não anticorrupção. De acordo com Wray, os alvos têm a opção de retornar à China ou cometer suicídio.  Wray também afirmou que os alvos da operação foram coagidos a cumprir com a prisão de familiares e amigos na China, que foram usados como alavanca para exercer pressão psicológica contra os alvos.  Wray disse: “Estas não são as ações que esperaríamos de um estado-nação responsável. Em vez disso, é mais como algo que esperávamos de um sindicato do crime organizado.” 